# Шюттпельц, Барбара
Ба́рбара Ле́ве-По́льман-Шю́ттпельц (нем. Barbara Lewe-Pohlmann-Schüttpelz; 9 сентября 1956, Эмсдеттен) — немецкая гребчиха-байдарочница, выступала за сборную ФРГ во второй половине 1970-х — первой половине 1980-х годов. Серебряная и бронзовая призёрша летних Олимпийских игр в Лос-Анджелесе, победительница регат национального и международного значения.

## Биография
Барбара Шюттпельц родилась 9 сентября 1956 года в городе Эмсдеттене. Активно заниматься греблей на байдарках начала в раннем детстве, проходила подготовку в одном из каноэ-клубов Эссена. 
Первого серьёзного успеха на международном уровне добилась в 1973 году, когда в зачёте четырёхместных экипажей выиграла бронзовую медаль на юниорском чемпионате мира. Год спустя дебютировала на взрослом мировом первенстве, на соревнованиях в Мехико показала шестой результат в двойках и пятый в четвёрках. Ещё через год на аналогичных соревнованиях в югославском Белграде стала пятой среди двоек и шестой среди четвёрок.
Благодаря череде удачных выступлений удостоилась права защищать честь страны на летних Олимпийских играх 1976 года в Монреале — в паре с Хайдерозой Валльбаум финишировала в двойках на пятистах метрах пятой.
На чемпионатах мира 1978 и 1979 годов Шюттпельц дважды подряд занимала четвёртые места в зачёте одиночных байдарок, тогда как на мировом первенстве 1983 года в финском Тампере была восьмой в двойках. Будучи в числе лидеров немецкой гребной команды, благополучно прошла квалификацию на Олимпийские игры 1984 года в Лос-Анджелесе, где завоевала серебряную медаль в одиночной программе, вместе с напарницей Йозефой Идем взяла бронзу в парной программе, а также пришла к финишу пятой в программе четвёрок. Вскоре после этой Олимпиады приняла решение завершить карьеру профессиональной спортсменки — последний раз показала сколько-нибудь значимый результат в 1985 году, когда в очередной раз стала чемпионкой Германии.
Была замужем за немецким каноистом Детлефом Леве, трёхкратным чемпионом мира, серебряным и бронзовым призёром Олимпийских игр.